# Каббала (Лайтман)
Статья посвящена подходу М. Лайтмана в каббале. О каббале как мистическом течении в иудаизме см. статью Каббала
Михаэль Лайтман занимается истолкованием и распространением каббалистической литературы школы Баруха Ашлага. Лайтман и его последователи из созданной им организации «Бней-Барух» называют это ивр. חוכמת הקַבָּלָה‎ (хохма́т ха-каббала́) — мудрость получения или учение о получении, но Лайтман на русский язык предпочитает переводить это термином «наука каббала»). Они считают каббалу «особой наукой» о мироздании, содержащей базовый механизм познания окружающего мира и смысла существования человека.

## Автор и истоки учения
Михаэль Лайтман (р. 1946) репатриировался в Израиль из Советского Союза в 1974 году и через несколько лет (около 1980 года) стал учеником Баруха Ашлага. В это же время он участвовал в деятельности «Центра изучения каббалы» Филиппа Берга в Тель-Авиве, где учился примерно с 1978 года. После 1984 года он ушёл оттуда, по предположению историка Йонатана Меира, из-за недостаточной религиозности Берга. В интервью с израильской журналисткой Нири Лаваной Лайтман рассказал: «Друг отвёз меня к Баба Сали, и мы ездили к нему учиться; и ещё я немного учился у рава Берга, но нигде не оставался надолго, пока не нашёл своего рава — р. Баруха Ашлага, у него я учился 12 лет». Несмотря на это, во всех произведениях Лайтмана явственно заметно влияние Берга, точнее, учение Ашлага в истолковании Берга. Со временем Лайтман даже заимствовал некоторые идеи, против которых поначалу возражал.
В 1991 году, после смерти Барух-Шалома Ашлага, Лайтман основал группу «Бней-Барух», занимающуюся изучением и распространением каббалы в духе Ашлага. Эта группа была зарегистрирована в 1997 году как некоммерческая организация («амута»). Первыми учениками Лайтмана были евреи из Советского Союза; его первая книга о каббале, изданная в 1984 году, была популярным пересказом учения Ашлага на русском языке. Большинство его книг публикуются сначала на русском, и ядро его группы составляют выходцы из России. Эта сторона — главная в деятельности Лайтмана, использующего возрождение интереса к каббале среди русскоязычных евреев, и без этого невозможно понять корни его популярности. Впоследствии он стал обращаться к более широкой публике и печатать свои книги также на иврите и английском, его сайты также мультиязычные.

## Содержание учения
Учение Лайтмана основывается главным образом на разветвлённых толкованиях к текстам Йегуды Лейба Ашлага и его сына Баруха. Его основное новшество состоит в том, что первоначальный вполне религиозный подход интерпретитуется как технический псевдонаучный метод, направленный на распространение каббалы ради предстоящих глобальных изменений. В отличие от Барух-Шалома Ашлага, Лайтман не ведёт себя как адмор и полностью отошёл от хасидского пути. Барух-Шалом говорил традиционным хасидским и каббалистическим языком, основываясь на толковании классических еврейских текстов, с цитатами из Танаха и Талмуда, а у Лайтмана это отсутствует. Несмотря на использование ашлаговской терминологии, добавление Лайтманом нового всемирного идеала и повышенная абстрактность создаёт разрыв с первоначальным контекстом учения Ашлага и придаёт ему совершенно новую, «нью-эйджевскую» форму. В результате отношение Лайтмана к официальной религии и к практическим предписаниям иудаизма значительно сложнее, чем у прочих каббалистов. Посредством нового прочтения и истолкования он произвёл несколько очень значительных изменений в учении Ашлага.
В современном обществе Лайтман выделяет несколько проблем:
- Во-первых, это проблема человеческой разобщенности, которая не позволяет людям разных культур сосуществовать в мирном диалоге друг с другом. Данная проблема обостряется ситуацией глобализации, которая привела мир, если прибегать к образу, к состоянию коммунальной квартиры, в которой бок о бок живут люди разных национальностей, вероисповеданий и взглядов на мир.
- Во-вторых, это проблема современного научного познания. Суть проблемы сводится к неспособности науки раскрыть такие важные в понимании мыслителя темы, как тайна мироздания и смысл существования человека. По мнению мыслителя, наука в состоянии дать лишь информацию о реакциях человека на нечто, что он называет Вселенной, но не о самом мироздании и человеке.
- В-третьих, это проблема образования. Лайтман говорит о несоответствии современным условиям системы образования, сформированной в индустриальную эру, цель которой воспитать узкоквалифицированных специалистов и рабочих. Такое воспитание программирует в детях неэффективные, а следовательно, ложные сценарии жизнедеятельности, которые приводят к провоцированию социальных конфликтов.

### История каббалы как история откровения
Подобно Бергу, Лайтман описывает в своих многочисленных книгах историю каббалы с древности до наших дней как историю откровения. В нескольких местах Лайтман отмечает, что его учитель, р. Барух-Шалом Ашлаг, «был последним из великих каббалистов, начиная с праотца Авраама, и после него уже не будет таких каббалистов, как он, — душ, которые нисходят свыше, которым Создатель велит спуститься в наш мир, чтобы исправлять его — ради всех»; «Рав Барух был последним из великих каббалистов прошлого, он хранил в себе всю прежнюю жизнь еврейства»; «Мой учитель рав Барух-Шалом был последним из могикан, последним из каббалистов, после которого великие и знаменитые каббалисты исчезли. Сегодня нет таких известных каббалистов, как тогда, а есть только скрытые». Как бы то ни было, учение Ашлага трактуется им как «последнее учение» перед «окончательным тикуном» (тикун (תיקון) — еврейское слово, означающее «изменение/исправление»).
С 1995 года Лайтман выделяет новый процесс: духовный рост душ снизу. По его мнению, это новый этап в истории каббалы, изменяющий также и соотношение между тайным и явным, ибо в истории каббалы он видит движение от намеренного утаивания к полному раскрытию. 1995 год здесь не случаен. В группе «Бней-Барух» устно рассказывают, что в 1945 году Й. Л. Ашлаг сказал: «Через 50 лет мои книги будут читать, как сегодня читают газету Давар»; а когда Лайтман спросил Баруха Ашлага, имелись ли в виду ровно 50 лет или это приблизительная цифра, тот ответил, что речь идёт именно о 1995 годе. По мнению Лайтмана, в это время каббала должна «открыться массам». Немаловажно и то, что это время совпадает со временем кончины его учителя, Баруха Ашлага, и что именно тогда он начал активно популяризировать группу «Бней-Барух».
В нескольких высказываниях Лайтман связывает «революцию откровения» с возвращением в Землю Израиля и с «отменой галута». Так, он утверждает, что Ашлаг, так же как и Авраам Ицхак Как, сталкивался с нападками и протестами из-за своего желания распространять каббалистическую литературу и «оторваться от привычек галута». Их приезд в Землю Израиля в начале XX века и символизирует «отмену галута» или «окончание эпохи галута»; Лайтман утверждает, что тогда настало время «смены культуры и ценностей, которые еврейский народ приобрёл в галуте, на древние и изначальные ценности и культуру», имея в виду, что изучение Талмуда должно смениться изучением каббалы. Он категорично утверждает (ссылаясь почему-то на А. И. Кука): «Талмуд — святая книга, написанная после разрушения Храма танаями и амораями, каббалистами, у которых был высочайший духовный уровень. Эта книга написана для того, чтобы сократить срок изгнания. А сейчас перед нами книги, которые должны приблизить срок Избавления», — то есть книги Ашлага. Эта же идея оказывается и главным пунктом нападок Лайтмана на официальную религию.
Цель Лайтмана в том, чтобы все узнали о его трактовке каббалистической литературы и признали её, а не в том, чтобы все действительно стали каббалистами. Это связано с его социальными идеалами.

### Протесты и полемика
Лайтман говорит много резких слов о противниках распространения каббалистической литературы, имея в виду, разумеется, противников распространения его собственного толкования каббалы. Ибо большинство противников его методов, вопреки утверждениям Лайтмана, вовсе не протестуют против распространения каббалистической литературы вообще; просто они выбирают другие пути для её распространения или по-другому её понимают.
Во всех его книгах можно найти полемические высказывания против каббалистической деятельности в Израиле и в других странах, себя же он помещает как бы выше и в стороне от всего этого. Так, он осуждает «шарлатанов» и «так называемых каббалистов», «которые продают нам задушевные разговоры вместо каббалы», и выступает против «суеверий», которые объявляются каббалой, а на самом деле доставляют читателям лишь «психологическое удовлетворение». Иногда его идеи звучат достаточно парадоксально. Например, вот отрывок из одного текста:

Если ты ещё не дошёл [до истины, то есть до пути Лайтмана], это признак того, что ещё не пришло твое время, и тебе нужно ещё дозреть в «суевериях», то есть пользоваться разными благословениями и талисманами или другими глупостями, на которые тратятся деньги и силы, пока ты не станешь умнее и твой духовный ген — ршиму на языке каббалы — не приведёт тебя к настоящему месту, настоящей книге и настоящему учителю [то есть к методу Лайтмана].

В другом месте он выражается ещё резче, нападая не только на традиционные институты изучения каббалы, но и на методы Шраги-Файвла Берга и созданные им «центры каббалы»:

Да и в самой каббале существуют разные виды людей: некоторые читают книгу Зогар, предаются уединённым молитвам или же верят в талисманы, красные нитки и святую воду. А некоторые просто учатся, а не строят себе декорации.

Лайтман даже пишет, что рассказы о духах и тому подобном, фигурирующие в писаниях раввина Хаима Виталя, и «разные истории о чудесах» не имеют отношения к каббале и «связаны исключительно с необузданной фантазией человека», «это не более чем байки».
В другом месте он даже говорит в пылу полемики, что каббалистов вне Земли Израиля вообще быть не может. По-видимому, он главным образом имеет в виду Шрагу-Файвла Берга. Он заявляет также, что изучать каббалу вне Израиля невозможно в принципе (что противоречит его собственному учению и деятельности). Нет сомнения, что Лайтман считает себя альтернативой Бергу, он подчёркивает ошибки Берга, чтобы показать преимущества своего учения перед берговским и вполне заменяет его.
Лайтман предсказывает также, что каббалисты, которые не следуют по его пути, в конце концов всё равно примут его метод. Он пишет:

Поэтому, все те «современные каббалисты», которые продают талисманы для здоровья, успеха и хорошей жизни под брендом «каббала», со временем исчезнут, так как человечество увидит, что это ему не нужно и что все эти «специалисты» не могут дать ему того, что обещают, а доставляют лишь психологическое удовлетворение и больше ничего. Тогда люди придут к истинной мудрости каббалы, которая откроет им глаза.

Различные виды каббалистической деятельности, по его мнению, это низкопробные явления, которые исчезнут, когда придёт время и откроется истинная мудрость каббалы. Лайтман нападает на «дух нью-эйджа» и утверждает, что он представляет единственную высшую истину, несмотря на то, что он и сам опирается на методы нью-эйджа. Он выступает против принятой в Израиле «культуры досуга» и против средств массовой информации, при этом сам успешно использует культуру досуга и средства массовой информации в своей деятельности. Одна из его книг, в которой он то и дело нападает на СМИ и на культуру досуга, называется Мабат ла-каббала («Взгляд на каббалу») — само её заглавие намекает на официозную израильскую новостную телепередачу «Мабат».

### Намеренное утаивание, апокалипсис и антисемитизм
Историю каббалы Лайтман описывает не только как традицию познания, ведущую к полному открытию тайн, но и как историю намеренного утаивания знаний, что приводило к катастрофам и антисемитизму. То есть утаивание информации, особенно в наше время, непременно приводит к катастрофам мирового масштаба. Его интерпретация приобретает апокалиптические масштабы, хотя во многих книгах они намеренно смягчены. В одном из интервью русскоязычной газете Лайтман пространно рассказывает об апокалиптических ужасах, которые грозят вскоре случиться, о различных войнах, об «окончании эпохи христианства» и усилении ислама. Средством же против этих несчастий по его убеждению является распространение каббалистической мудрости.
Чаще всего он пользуется противопоставлением: мучения и невзгоды — с одной стороны, каббала как средство от них — с другой. Задача человечества — увидеть и признать (принять) «скрытую сторону реальности» и действовать в соответствии с ней, иначе всем предстоят большие мучения. Слово «мучения» часто повторяется в его книгах: «мучения» служат у него стимулом, с неизбежностью подталкивающим людей к верному пути, или, по его выражению, «прессом развития». Все невзгоды, страдания и войны обрушиваются на мир ни для чего иного, как только для того, чтобы побудить людей изучать каббалу. Когда мучения станут по-настоящему невыносимыми, люди поймут, что они читали книги неправильно, и вернутся к «настоящей каббале».
Так Лайтман объясняет смысл катастроф и причины антисемитизма. В одной из своих книг, в главе под названием «Еврейский заговор», он адаптирует антисемитские идеи к своей картине мира, используя достаточно необычную аргументацию:

Перед евреем вопрос о смысле жизни стоит особенно остро. Интеллектуальные преимущества евреев проявляются в вытеснении этого вопроса более хитроумными способами, чем свойственно другим народам, в то время как только им было дано его решение — праотцами Авраамом, Ицхаком и Яковом. Решение было в наших руках, а мы от него бежали. Все годы галута, по существу, были годами, когда мы закрывались от истинного вопроса и не хотели о нём ничего знать… Наше «развитие» выразилось в том, что мы поощряли и ценили тех, кто лучше других закрывался от этого вопроса. То есть мы находимся в намного худшем положении, чем остальное человечество, и из-за нас человечество страдает, потому что мы — народ, задача которого принести остальному человечеству метод каббалы, метод открытия высшего света. Поэтому вопрос о смысле жизни, задаваемый человечеством, возвращается к нам в виде антисемитизма и презрительного отношения.

Если все это звучит недостаточно ясно, то в другой книге Лайтман формулирует эту же идею ещё более резко: «Мы виноваты в антисемитизме потому, что не делаем того, что нужно, чтобы прийти к методу „исправления“ и приближения к Творцу, и потому, что мы не открываем этот метод всему миру».
Таким образом, по мнению Лайтмана, евреи «виновны» в антисемитизме, потому что они скрывают ответы и вытесняют их из собственного сознания. Антисемитизм коренится в основах мира, «в природе мироздания», и существует потому, что мы не приносим народам мира «свет исправления». Вот что он пишет о народах мира: «Они ещё не знают истинную причину того, что происходит, но они видят как факт, что Израиль — причина всего зла, которое есть в мире. И степень нашей вины будет ещё больше открываться всем. Нет другого решения, кроме как прийти к исправлению». При этом его газетное интервью заканчивается такими словами: «Тот, кто услышит, что такое каббала, уже не сможет быть антисемитом».
Слова Лайтмана звучат как обвинение: «Это причина того, что нужно изучать каббалу, но поскольку евреи не занимаются этим, а занимаются только сухим исполнением заповедей в их внешней форме, они не исправляют себя. И так все человечество из поколения в поколение становится все хуже». Более того, если мы не будем заниматься каббалой, нас поглотит земля. Он приписывает р. Й.-Л. Ашлагу своё трактование: «Автор Сулама, последний из божественных каббалистов, писал, что если в течение короткого времени мы не поймём этого и не осуществим свою задачу, то Земля Израиля снова перейдёт под власть арабов, еврейский народ вынужден будет её покинуть, а кто останется здесь — тот растворится в арабском море». Он уверенно обещает: «Волна антисемитизма не снизится, а будет нарастать и нарастать, потому что мы отстаём»; «Если мы не поторопимся, нас ожидают все более тяжёлые удары».
Подобным образом Лайтман оценивает и Катастрофу европейского еврейства. В нескольких местах он говорит, что страдания, испытанные миром до наших дней, были неизбежны, однако мы могли бы предотвратить Катастрофу:

Вторую мировую войну мы могли бы и не испытать вообще. Каббалисты, в том числе и автор Сулама, предупреждали, что вскоре могут произойти ужасные вещи… Мы получили все условия, чтобы вернуться в Святую Землю и быть «святыми», то есть мы могли начать здесь совершенно новую жизнь, истинное «собирание изгнанников», но мы не захотели «собираться» вместе и стать единым целым ради общего блага…

Слова Ашлага здесь вывернуты наизнанку. Ту же идею Лайтман формулирует и по-другому:

Самый ужасный из ударов XX века, Катастрофу, подобной которой не было, евреи испытали из-за того, что не начали вовремя заниматься каббалой, то есть одновременно с нашим возвращением в физический Израиль мы должны были внутренне подняться на вершины духовного Израиля. Мы этого не сделали, и поэтому последовало наказание. На самом деле это даже не наказание, а просто силы природы работают таким образом. Если мы не уравновешиваем их своими усилиями, то есть если мы не идём по направлению к цели творения… тогда силы природы воздействуют через народы мира и толкают его в эту сторону.

После Катастрофы нужно, по его мнению, спрашивать: «Чем мы заслужили это?», на что готов ответ: «Потому что мы не выполняем цель творения согласно каббале». Правда, в другом месте он оговаривается. Когда один из его учеников спросил, не является ли утверждение «Катастрофа произошла из-за того, что евреи не учили каббалу», Лайтман ответил:

Безусловно, сказать: «Тем, что еврейский народ не впрягается в изучение каббалы, чтобы привлечь вышний свет, он навлекает беды и на себя, и на весь мир», — это правильное высказывание. Автор Сулама недвусмысленно говорит это в конце «Предисловия к книге Зогар». Но вместе с тем мы должны понимать, что эти вещи не общеизвестны, то есть не то чтобы еврейский народ понимал, что обязан заниматься каббалой, и сознательно от этого отказывался, и тем самым навлек на себя Катастрофу. Если бы народ это знал, понимал и чувствовал, тогда его, конечно, можно было бы в этом обвинить. Поэтому обвинять в Катастрофе еврейский народ, а не нацистов, конечно, неправильно, потому что еврейский народ ещё не знает, что он должен распространять каббалу, и не знает, что он способен сделать и каким образом эта мудрость может послужить ключом к спасению еврейского народа и всего мира.

Также Лайтман отмечает, что выполнение одной только внешней стороны, то есть Торы и её заповедей, приносит большой вред. Иначе говоря, к бедствиям приводит не только отсутствие «внутренней» деятельности (как говорят и другие), но и наличие «внешней» деятельности, то есть изучение Талмуда и исполнение заповедей. Здесь Лайтман проводит совершенно новое и радикальное разделение между «внешним» и «внутренним». «Внутреннее» совершенно отрывается от «внешнего», почти не играющего роли в процессе «исправления». Основа его учения: пока мы будем возражать против «духовных законов» мира, будут умножаться страдания и бедствия. Эти бедствия в конце концов обязательно заставят людей заниматься внутренней стороной Торы, то есть каббалой а-ля Лайтман. Он утверждает, что сегодня мир находится на пороге катастрофы, и единственный выход в повсеместном изучении каббалы. Цель распространения каббалы — «заставить евреев увидеть тьму в мире и понять, что она бьёт нас, потому что мы — причина этой тьмы». «Мы должны проснуться, — говорит Лайтман, — иначе будет слишком поздно».

### Смысл полного откровения и снятия границ
Группа «Бней-Барух» в своей деятельности исходит из постулата, что уже миновал последний этап сокрытия тайн и наступила эпоха великих изменений, когда каббалу необходимо распространять совсем другими способами, чем раньше: эпоха полного открытия тайн, когда все человечество постепенно проникнется признанием каббалы. В основе этой идеи лежит предположение, что в мире все сильнее просыпается «желание воспринимать». Согласно этому подходу, опирающемуся на некоторые письма Ашлага, происходит естественная фильтрация: к восприятию способны не все. По этой логике получается, что сокрытие и раскрытие тайн связаны лишь с душой человека, каббалу никто намеренно не скрывал и тайны в ней нет, просто сейчас в мире стало больше людей, способных к её восприятию. Лайтман даже говорит, что все каббалистические тексты, написанные в течение всех поколений, не более секретны, чем знаки кантиляции в тексте Торы. «Тайны Торы» — это не более чем возражения частных людей против их распространения. Поэтому нет никакой проблемы в том, чтобы в наши дни распространять любые каббалистические книги. Сегодня каждый человек может учить каббалу в любой момент, когда «в нём просыпается желание», «искорка в сердце». Причём это относится и к неевреям, и к детям. В этом Лайтман также близок к Бергу.
Согласно этому представлению, для изучения каббалы не требуется подготовки и каких-либо специальных условий, каббала — обычная область знаний. Это означает отсутствие нужды в приготовлениях и отмену всех ограничений, налагавшихся ранее на изучение каббалы. Иногда при этом цитируется «разрешение», которое приводится в каббалистических источниках от имени Ари, а «предостережения» р. Хаима-Виталя игнорируются. О тех, кто считает, что существуют возрастные ограничения, или утверждает, что каббала предназначена лишь для немногих избранных, Лайтман говорит, что они руководствуются «устаревшими предрассудками».
Для подкрепления своих позиций Лайтман в своих книгах несколько раз повторяет, что раввин Авраам Ицхак Кук на вопрос «Кому можно изучать каббалу?» ответил: «Любому, кто этого жаждет». В подобном духе выдержана его книга, которая должна продемонстрировать связь и даже тождество между р. А.-И. Куком и р. Й-Л. Ашлагом по вопросу распространения каббалистической литературы (на самом деле это не что иное, как попытка показать тождество учений р. А.-И. Кука и Й-Л. Ашлага с учением самого Лайтмана). Кук изображён там как страстный поборник распространения каббалистической литературы без границ и ограничений. На самом деле позиция Кука, как и Ашлага, была значительно более сложной, чем изображает Лайтман, и содержала в себе не только страстную тягу к открытию тайн, но и понимание важности их сокрытия. И уж конечно, ни тот, ни другой не отменяли ограничений, налагаемых на изучение каббалы (духовное и физическое очищение, соблюдение заповедей и изучение классических еврейских текстов): они мечтали о распространении каббалы при соблюдении этих ограничений. Сложность позиции А.-И. Кука проявилась, например, в том, что свою последнюю болезнь он считал наказанием за обнародование тайн. Эта сложность полностью отсутствует в учении Лайтмана: он считает своё учение однозначным, ясным, общедоступным и окончательным.

### Каббала, наука и религия
Лайтман, как и Берг до него, видит в каббале научный метод познания высшего мира, или практический подход, следующий из «общего всемирного закона». Таким образом, каббалист — это не кто иной, как учёный, бесстрастно изучающий систему, на основании которой функционирует мир. Поэтому Лайтман без колебаний ссылается на тексты, написанные христианскими каббалистами прошлого, чтобы подкрепить свои утверждения и найти для них прецеденты: он говорит, что каббалистическая премудрость сохранилась у «настоящих людей, настоящих учёных», каковыми и являются вышеупомянутые христианские каббалисты, наряду с Ари и Ашлагом.
В значительной мере это связано с биографией самого Лайтмана, а не только с «нью-эйджевским» духом, которым пропитаны его произведения. Лайтман начинал как учёный и в своих позднейших публикациях о каббале продолжает держаться за свои естественнонаучные навыки. Рассказывая о своём пути от науки к каббале, он пишет: «Я вообще не чувствовал, что вхожу в религию или в какую-то новую форму чего-то странного или отвлечённого; я чувствовал себя так, как будто продолжаю тот самый путь, в котором я был воспитан, продолжаю пользоваться научными методами». Каббала, по его мнению, занимается только «высшим миром и его законами», а эти законы «постоянны, абсолютны и неизменны». Более того, пророки и каббалисты рассказывают об этих законах «так же, как учёные рассказывают о законах этого мира — физических, химических и так далее».
На этом основании он пытается разными способами показать, что каббала далека от религии и религиозного догматизма, в том числе от иудаизма; и что она крайне далека от всего, что называется мистикой. Лайтман определяет религию как «опиум для народа», как человеческое изобретение, размывающее «вопрос о смысле жизни», и как «галутное решение», либо как «психологический метод, разработанный человеком в этом мире», чтобы скрасить человеческую жизнь. Он окончательно отмежёвывается от религии такими словами: «Это лишь метод успокоения для человечества, не более того». В другом месте он пишет:

Иудаизм не решается позволить обнародование каббалы из-за противоречий между каббалой и религией. Религия служила утешением в галуте и в течение тысячелетий сохраняла своеобразие народа. Но она была приспособлена для закрытого общества, которое сохраняет то, что есть, и не открывает пути к обновлению и развитию. Отсюда и вытекают сегодняшние запреты на изучение каббалы, которые когда-то, в свое время, налагались самими каббалистами. Но те, кто до сих пор придерживается старого подхода, не отдают себе отчета в том, что сейчас произошли огромные изменения.

При этом в группе «Бней-Барух» «среди своих» полностью соблюдается ортодоксальный образ жизни; на ночных занятиях, которым придаётся особое значение, все ученики присутствуют с покрытыми головами, а женщины туда не допускаются. Это неоднозначное отношение к заповедям проявляется и в произведениях Лайтмана, в которых он, в частности, постоянно повторяет, что никого не «возвращает к религии». Следует подчеркнуть, что в его учении присутствуют и антиномические идеи.
Как бы то ни было, несомненно, что, упразднив соблюдение заповедей как условие изучения каббалы, о чём прямо говорится в его произведениях, предназначенных для широкой публики, Лайтман очень далеко ушёл от учения р. Барух-Шалома Ашлага, для которого заповеди были условием и основой изучения каббалы и который говорил: «Смысл жизни и наслаждение жизнью заключаются в первую очередь в Торе и заповедях: в них высший свет»; «Человек должен верить, что даже самая мелочь в Торе чрезвычайно важна». Поэтому для него важнее всего было исполнение заповедей, «пусть даже самым простым образом», а отказ от исполнения не только заповеди, но даже просто обычая он считал очень опасным, так как в конце концов человек сочтёт себя «свободным» и от заповедей. В произведениях Лайтмана подобных идей нет и быть не может.
Далее, религиозно-мистические переживания вычёркиваются Лайтманом из сферы каббалы независимо от их содержания и природы или, в лучшем случае, получают новое истолкование с помощью «научной» базы. Кроме того, затушёвываются характерные особенности каббалы как самобытной формы еврейской мысли, базирующейся на классических текстах; им противопоставляются методы «научного» исследования и «интеллектуального» познания, позволяющие понять устройство миров, законы бытия и способы исправления «эгоистической природы человека».
Лайтман снова и снова говорит о том, что видится ему основной причиной ущербности и страданий современного человека, о тупике, в который зашла современная наука; а с другой стороны, преподносит «научные и универсальные» доказательства и средства как единственное и абсолютное «научное» решение этой проблемы. По сути дела, это планомерное создание иллюзии. Ведь «наука», о которой он говорит, строится из обломков современной науки и занимается не нашими пятью чувствами, а шестым чувством. В сущности, термин «наука» просто заимствуется, чтобы подчеркнуть авторитетность его метода, — и в результате раскрывается величественная картина «конца старой» и «открытия новой науки». Поэтому и учёные должны перейти к новому этапу и создать новый «сосуд», куда будут стекаться все их открытия88888888.
Все это ярко проявляется во встречах Лайтмана с «учёными» из разных стран (одни из них близки к духу «нью-эйдж», другие вообще не имеют ни малейшего понятия о каббалистической литературе и её разновидностях и воображают, будто Лайтман — её аутентичный представитель); во встречах с разными известными людьми, где Лайтман пытается предложить простое и понятное решение «мирового кризиса»; и в попытке затушевать огромное различие между изучением каббалы в университетах и других академических заведениях — и изучением каббалы в группе «Бней-Барух». Вот какую картину он рисует:

Если мы будем проводить в Израиле все больше и больше съездов, куда будут приезжать ученые из других стран и в которых будут участвовать и израильские ученые, то наше дело будет расти и шириться… Я надеюсь, что с помощью израильских ученых мудрость будет развиваться, шириться и приобретет вес также и среди общественных деятелей, преподавателей и деятелей культуры.

## Методы и цели

### Псевдоакадемическая деятельность и методы пропаганды
Намерения Лайтмана затемнить различие между академическим изучением каббалы и деятельностью его соратников проявляются, в частности, в стимулировании членов группы «Бней-Барух» к написанию диссертаций, в попытках сотрудничества с учёными, в учреждении стипендий для студентов, изучающих философию р. Й.-Л. Ашлага, а также в создании квазиакадемической учебной программы в колледже под названием «Искра в сердце». Этот колледж основан в 2003 году и является филиалом группы «Бней-Барух» в Тель-Авиве. В нём проводятся уроки, курсы и вечерние семинары на разные темы в духе организации Бней-Барух. Он предлагает «курс обучения с аттестатом по каббале», или «каббалистический кампус». Это псевдоакадемическое заведение, и предлагаемая в нём «академическая программа» имеет лишь одно общее с настоящим академическим изучением каббалы в израильских университетах: терминологию, которая используется в рекламных листках.
Подобным духом веет и от «Исследовательского института имени рава Ашлага»: это не более чем виртуальный филиал организации «Бней-Барух», сайт которого по своему содержанию идентичен официальному сайту «Бней-Барух», только с добавлением некоторых «академических» штрихов. Лайтман стремится к тому, чтобы дать «спасительное знание» каждому человеку, а для этого годятся самые разные способы. Поэтому и определение Бней-Барух в каждой публикации даётся свое. Они называют себя то «Движение Бней-Барух», то «движение за изучение каббалы», то «группа каббалистов», то «академия каббалы», то «исследовательский институт» и так далее. Как мы увидим далее, иногда они называют себя также и «ешива Бней-Барух». При этом во всех организациях, созданных Лайтманом, говорятся совершенно одни и те же вещи, меняется только их внешняя форма. Поскольку самое главное для них — распространение, то выработалась огромная чуткость к методам маркетинга. В каждом тексте открывается новый слой; всякий раз создаётся новый канал, в котором все говорится немного иначе; каждая серия книг обращена к другой читательской аудитории, но все они являются элементами единой сети.

### Пропаганда и распространение среди религиозных евреев
Лишь к одной аудитории «Бней-Барух» почти не обращаются, а именно — к ортодоксальным евреям. Когда Лайтмана в интернете спросили: «Как следует относиться к человеку, пользующемуся уважением среди нерелигиозных или религиозных людей, если он приходит в нашу группу?» — он ответил:

Нерелигиозному уважаемому человеку нужно позволить влиться в группу. Я не думаю, что такие люди у нас останутся, но попробовать нужно. Те, кто остаются и достигают цели, — средние, серенькие, не блещущие, не самые большие умники. А что касается религиозных, то, может быть, только одному из миллиона удастся продвинуться в сторону цели, потому что воспитание все убивает, а оторваться от этого воспитания невозможно! Тому есть масса примеров. Я лично не люблю брать знаменитых людей, от них много хлопот, а от религиозных — просто отказываюсь. Их окружение, семья, друзья, раввины, естественно, ополчатся на меня и будут совершенно правы. Ведь когда человек начинает изучать каббалу, он отрывается от своей среды! Поэтому я прилагаю все усилия, чтобы их не касаться. А молодых нерелигиозных учеников я принимаю, им я радуюсь, из их среды произойдут каббалисты и лидеры следующего поколения.

Однако и эти слова, и нападки Лайтмана на израильский религиозный истеблишмент не остановили его, когда ему понадобилось получить рекомендации раввинов для одной из написанных им книг. В этой книге, под заглавием Шней га-меорот га-гдо-лим («Два великих светила», 2006), он занимается выявлением параллелей между р. А.-И. Куком и р. Ашлагом или, точнее, чтением произведений рава Кука в духе Ашлага-Лайтмана. Книга сопровождается рекомендациями нескольких раввинов из национально-религиозного лагеря: р. Хаима Друкмана, р. Дова Лиора, р. Шломо Авинера, р. Яакова Ариэля и р. Моше-Йехиэля Цуриэ-ля. Конечно, если бы эти раввины прочитали произведения Лайтмана, они отказали бы ему в рекомендации, так как их отношение к изучению каббалы чрезвычайно далеко от лайтмановского. Если положить рядом книги этих раввинов и книги Лайтмана, то даже у стороннего наблюдателя возникнет большое недоумение. Некоторые из перечисленных раввинов даже высказывали своё несогласие с широким распространением каббалы и подчёркивали важность подготовки и ограничения доступа к каббалистической литературе. Шломо Авинер, например, буквально в том же самом году опубликовал книгу, в которой излагал идеи, противоположные лайтмановским, и показал совершенно иной образ р. А.-И. Кука в плане отношения к распространению каббалы. В этой книге р. Авинер приводит также респонс раввина Цви-Исраэля Тау, в котором тот предостерегает желающих изучать каббалу и пишет, что изучение каббалы — это удел немногих избранных. Историк Йонатан Меир полагает, что авторы рекомендаций были недостаточно знакомы с методами Лайтмана, а, может быть, и вообще эту книгу не читали. Меир считает, что использование рекомендаций раввинов, чьи методы для Лайтмана противоположны его собственному, означают, что цель распространения книги оправдывает использованные для этого средства.
Вообще в этой книге ярко выражено стремление представить Лайтмана и Бней-Барух в новом свете: на обложке несколько раз повторяется титул «рав», чего нет в большинстве его предыдущих книг, зато его докторская степень не упоминается вовсе, в отличие от всех остальных его книг, где она всячески подчёркивается. В конце книги Лайтман даже свою группу называет по-новому: «ешива Бней-Барух». Книга распространяется по символической цене в ешивах и даже в магазинах ультраортодоксального района Меа-Шеарим, которые, как правило, вообще не продают других его книг.
Упор в этой книге делается на роль еврейского народа в Земле Израиля и на распространение каббалы, в то время как некоторые другие идеи, занимающие центральное место в остальных его книгах, совершенно отсутствуют. Например, здесь трудно найти рассуждения на тему «группа, учитель и книга», изображение каббалы как науки, апокалиптические идеи. Лайтман, конечно, понимал, что эти стороны его учения могут вызвать протест со стороны данной целевой аудитории.
Примерно через месяц после выхода книги в свет и начала её распространения в ультраортодоксальном и национально-религиозном секторах р. Яаков Ариэль в интернете выразил сожаление о том, что дал ей рекомендацию. Вот его слова: «Мы были введены в заблуждение доктором Лайтманом. Он дал нам книгу, в которой на первый взгляд не видно было никаких пороков. Мы не знали, что он стоит во главе сомнительной секты. Когда нам стали известны его намерения, мы решили отречься от своих рекомендаций. Теперь мы убедились ещё и в том, что в последней главе книги напечатаны искажённые интервью об изучении Торы в наше время. Вскоре будет опубликовано наше заявление». В статье на другую тему, которая появилась в прессе позже, он намекнул на это следующим образом: «В последнее время появляются секты, которые трубят на каждом углу о кружках изучения каббалы. Они принижают изучение других частей Торы и отказываются от практического выполнения заповедей. Некоторые из них даже ссылаются при этом на рава Кука. Большей неправды и быть не может. Каббала без исполнения заповедей — это ложь, это собственная противоположность». В подобном духе высказался в интернете и р. Дов Лиор, который также дал рекомендацию на книгу, а затем раскаялся в этом.
Идея «многоликого» распространения красной нитью проходит через книги Лайтмана. Нечто похожее можно найти и у Берга, и разница между ними лишь в том, что Лайтман обо всем говорит в открытую. Например:

Сегодня задача в том, чтобы реально объединить тех, кто проявляет готовность к объединению, открыто, с ведома и согласия всех. А для остального мира, который не знает этой цели, не готов к этому и не знает, где он находится, — нужно распространять знание в разных формах, в зависимости от готовности аудитории, чтобы оно усваивалось по мере царящей в ней путаницы и порчи.

Лайтман предвидит, что в будущем методы распространения изменятся и станут похожи «на концерты и мероприятия, где люди возбуждаются от спортивных игр или культурных зрелищ. Потому что есть люди, которые не воспримут эту идею в более абстрактной форме». Вот конкретные инструкции по распространению, иллюстрирующие эти наставления:

Широкой публике информация передается иначе, чем ученикам. На выступлениях перед публикой нельзя допускать сюрпризов и неожиданностей. Потому что тогда возникает ситуация, когда нужная реакция отсутствует, и неважно, что зритель сидит и смотрит с разинутым ртом: он не участвует и не присоединяется. Нельзя, чтобы информация передавалась в такой форме, которая не позволяет человеку соединиться с ней. Чтобы сердце сразу начало реагировать определённым ритмом, песня должна легко усваиваться. Нужно делать только те вещи, от которых все объединяются, все становятся участниками.

Далее он пишет:

Поэтому получается как бы обман человеческого желания получать: ему обещают, что будет хорошо, и это не обман, этим людям действительно будет хорошо. Но им не говорят, что это «хорошо» будет не теми средствами, которые у них есть сейчас, а с помощью таких средств, которые им придется вырастить в себе.

В одной из своих книг он подробно перечисляет принципы распространения, которые опять-таки отражают неоднозначность самого обращения к различным «внешним» аудиториям. Слова «изучать каббалу сокровенно» он понимает, среди прочего, как «скрывать цель от посторонних»:

Когда мы обсуждаем различные вопросы отношения к цели, к источнику, мы должны помнить, что это не касается тех, кто не находится в нашем движении, потому что желания и намерения постороннего человека, его жизненные устремления начинают препятствовать правильному развитию коллектива. Когда к нам приходят посторонние люди, мы перестаем говорить о вещах, которые касаются внутренней работы, группы и её целей, и говорим о более далеких вещах, с этой принципиальной точки зрения.

Это не отменяет самой задачи распространения, так как в распространении проявляется только один слой «коллектива». Распространение понимается как духовная задача: «С помощью пропаганды, проводимой во всем мире посредством книг и средств массовой информации, осуществляется не только передача информации вовне, но и духовное исправление всего мира» 46. Таким образом, принцип распространения становится важным элементом — а может быть, и самым важным — в самоидентификации группы Бней-Барух. Поэтому Лайтман говорит, что «в распространении каббалы ни с кем не нужно считаться» и что «кто не выполняет возложенной на него задачи [то есть распространения каббалы] — тот дезертир»47. Так он приходит к следующей парадоксальной мысли:

Каббалу не нужно изучать. Каббалистическая премудрость не предназначена для изучения. Изучение не есть применение. Применение в нашем мире осуществляется с помощью осознания, что есть «поломка» и есть «исправление», а не с помощью физического действия. Физическое действие — это распространять каббалу в обществе, среди евреев и среди неевреев, и объяснять, в чём состоит замысел творения и как до него дойти. После того, как человек понял этот процесс и в какой-то степени с ним согласился, эта степень согласия считается для него исполнением.

### Учитель, книга, группа
Несмотря на открытость, которую демонстрирует Лайтман, обращаясь к широкой аудитории, мы обнаруживаем крайнюю догматичность учебного метода, принятого в его группе. Лайтман многократно подчёркивает в своих книгах, что «духовный прогресс» и распространение качественно зависят от «книги, учителя и группы», и чётко определяет каждое из этих условий. Правда, эта идея восходит к р. Й.-Л. Ашлагу и его сыну: они оба говорили об этом и создавали группы учеников со своими законами. Однако представляется, что здесь эти идеи полностью оторваны от обычного каббалистически-хасидского контекста. Если у р. Барух-Шалома Ашлага, как и у его отца, речь шла об узкой группе, которая занимается служением Всевышнему и изучением каббалы, отличаясь от окружающих людей и от других общин, то здесь речь идёт о группе, которая обращается ко всем окружающим, чтобы распространять каббалу и служить моделью «будущего общества».
Это изменение касается также и изучаемого материала. Лайтман ограничивает изучение книгой Зогар, произведениями Ари и книгами Ашлага и объявляет совершенно необязательными для изучения другие каббалистические книги и всю еврейскую классическую литературу. Он исходит из посылки, что «нужно изучать книги одной и той же души, а именно: книги Рашби, Ари и Йегуды Ашлага». Однако здесь следует уточнить: не рекомендуется изучать даже Зогар и произведения Ари, а только комментарии Ашлага к ним. Эти комментарии — единственное, что изучается в его «школе».
Иногда Лайтман говорит также и о различии между «книгами изгнания» и «книгами избавления», или о «всяческих современных книгах» в отличие от «истинных источников каббалы», о «святых книгах» и о «книгах, соответствующих душам этого поколения». На разных сайтах в интернете Лайтман говорит в этом контексте об «аутентичных источниках каббалы». Он подразумевает при этом книгу Зогар с комментарием Сулам, произведения Ари в редакции Ашлага, другие произведения р. Й.-Л. Ашлага и его сына, а также свои собственные книги. Лайтман исходит из предположения, что только эти книги соответствуют душам нашего времени, а все остальные книги считает не стоящими из-учения. Например, у того, кто читает романы, душа недостаточно развивается. Или, другими словами (сказанными самим Лайтманом): «Кино, художественная литература, культура — все это человек создаёт только для того, чтобы не думать об истинной цели, а придумывать разные хитрости, чтобы не чувствовать ударов»; все это создано только для того, чтобы «подсластить жизнь». В итоге Лайтман приходит к странным выводам — например, о невозможности понять Ликутей Могаран (книгу р. На-хмана из Брацлава) без произведений Ашлага. И, конечно, это же правило применяется к любому мыслителю и любой книге.
Это ограничение касается не только книг, но также учителя и группы. Учитель — это, разумеется, он сам либо подготовленные им ученики; а группа — это Бней-Барух (далее мы на этом остановимся подробнее). В одном месте Лайтман даже пишет, что тот, кто не «укрепляется» с помощью книг, учителя-кабба-листа и группы, тот непременно выбирает «путь страданий»; а кто «приходит к каббале» (то есть к каббале, изучаемой у него) «и бросает её», тот должен будет вернуться к этому в следующей жизни, так как «не дошёл до цели». Или ещё хлеще: кто «разрывает связь» с группой, тот «подобен животному».

### Группа и сектантство
Идею ашлагианского коммунизма Лайтман заменяет идеей «взаимного ручательства» «узкой группы учащихся, которая занимается духовной работой». Это «группы», которые изучают каббалу по методу Ашлага и учат ей любого желающего ради достижения идеала «всемирного ручательства», которое уже близко. Лайтман опирается на слова р. Барух-Шалома, однако представляется, что его истолкование очень далеко от источника. Если р. Барух-Шалом говорил об «узкой группе», которая занимается служением Богу, то Лайтман, как и Берг, говорит о группе, которая занимается распространением. Лайтман ещё говорит об «узкой группе» (закрытой) и о более широких группах (открытых) и постоянно подчёркивает во всех своих книгах, что продвижение вперёд невозможно без той или иной степени принадлежности к одной из групп. В одной из своих книг, под заглавием Га-аревут («Ручательство», 2005), Лайтман — неожиданно откровенно — описывает некий процесс, как внутренний, так и внешний, ведущий к осуществлению идеала, на пороге которого, по его мнению, уже стоит человечество. Среди прочего там описана «группа», её организация, цели и способы распространения, путь индивидуума в «группе», его отношение к «товарищам» и «помехи», которые препятствуют ему изнутри и снаружи. Расстояние между группой «каббалистов» и «массой» (эти термины часто повторяются в его текстах) очень велико; открыто говорится об укреплении узкой группы, противостоящей миру. Все это суммируется фразой: «Всего общества, находящегося вне духовного направления, для человека просто не существует. И остального мира тоже».
Похоже, что эта книга, основанная на беседах Лайтмана, изначально предназначалась для членов группы, а не для постороннего читателя, который описывается как находящийся «на другом берегу», в «отрыве» и «страдании». Об этом свидетельствует, среди прочего, акцент на двусмысленности распространения: посторонним говорится совсем не то, что своим. Если вы думаете, что речь идёт о некоем абстрактном каббалистическом кружке, то используемые на протяжении всей книги выражения не оставляют сомнения в том, что имеется в виду группа самого Лайтмана. Все это подаётся как комментарий к трактату р. Ашлага «Ручательство», однако это весьма вольное толкование, полностью вырывающееся из первоначального ашлаговского контекста.
Иллюстрацией идеи превосходства группы или кружка (списанной с модели группы Бней-Барух или её филиалов) над индивидом служат следующие цитаты:

Человек должен слушаться общества. Он должен понимать, что у него нет разума, что сам он ошибается на сотни процентов, и он должен принимать мнение общества, как говорится, подчиняться авторитету, то есть принимать мнение того общества, которому он сам счел нужным подчиняться… И если человек выбрал себе общество, которое дает ему направление, и принимает его мнения, решения и взгляды на жизнь, и все, что нужно получать от общества, и посвящает себя этому обществу, — вот это и называется подчиняться авторитету, согласно тому, что это общество ему диктует. И таким образом он побеждает в своей жизни все остальные силы, которые его только зря путают, для того чтобы разобраться с этим. Поэтому человеку и делать больше ничего не нужно, кроме как выбрать себе общество.

Далее Лайтман пишет: «Общество — это в том числе и рав, и оно диктует, что делать, и нужно принимать его мнение выше собственного». А затем он призывает к следующему:

Присоединиться к обществу и требовать от него, чтобы оно показало ему цель и устроило ему промывку мозгов, как делают рекламные фирмы в любой кампании по рекламе какого-нибудь товара: за него стоит заплатить сейчас же и получить его сейчас же, потому что иначе он будет стоить дорого и многих мучений… Как человек приходит к пониманию, что нужно просить промывку мозгов вместо ударов? Не от хорошей жизни. Эту идею выбирают не потому, что она отвлеченная и хорошая, и возвышает человека над обычным человеческим уровнем. А потому, что человеку плохо, и он спрашивает себя: «В чём смысл моей жизни?» — этот вопрос появляется только тогда, когда человек хочет убежать от ударов, от мучений, как любое живое существо убегает от приближающейся опасности.

А если это недостаточно проясняет картину, то вот как Лайтман ответил на вопрос, не отнимает ли это «общество» у человека свободу:

Какую такую свободу общество у него отнимает? Ведь прежде он был подчинен своей материальной природе и никакой свободы у него не было, и сейчас у него тоже нет свободы. Раньше он тоже был под влиянием какого-то общества и не мог выбирать, кто им будет управлять, а сейчас он выбирает себе общество, чтобы прийти к свободе. Но пока что он, разумеется, не свободен. Он пока ещё находится в состоянии, в котором он ещё не приобрел качество свободы.

Принцип состоит в том, что человек «не может контактировать с Творцом иначе, как через группу». Эта идея проходит через все книги Лайтмана. В них есть совершенно недвусмысленные заявления, вроде таких: в этой системе не может быть ошибок, потому что она непременно ведёт к исправлению; следует слушаться тех, кто прошёл через «преграду» и «дошёл до конца пути»; «человек должен согнуться перед группой и отказаться от своего Я»; нужно «прислушиваться к советам тех мудрецов, которые открыли законы высшей природы». Сам он видит в своём предприятии прямой и единственный канал для передачи этой информации.
В этом контексте неудивительны его слова о семьях участников группы, многие из которых не слишком хорошо относятся к «Бней-Барух» и жалуются, что близкие отрываются от них. Он говорит: «Ничего не поделаешь. Если человек понимает, что он не может жить так, как им хочется, и что он их перерос, и что он живёт не для того, чтобы исполнять желания отца и матери, которые находятся на предыдущей ступени, и что он должен идти вперёд, — то он пойдёт вперёд»; «Родители относятся к предыдущей ступени, поэтому нужно их уважать на их уровне — на уровне материальной жизни». В подобном духе он отвечает и на вопрос одного из своих учеников: «Почему нужно соединяться только с товарищами по группе, а не с другими?» (этот вопрос характеризует устройство группы больше, чем ответ). А значит, распространение вовне — это лишь передача текстов и лекций, а не «эмоциональное соединение».
В другом месте на вопрос: «Как каббалисты писали нам наставления, если сами они не нуждались в группе, чтобы прийти к духовности?» — он отвечает: «Мы должны самореализовываться по-другому». Когда Лайтмана спросили о связи группы Бней-Барух с группами прошлого, вроде коцких хасидов, которых он упоминает в одной из своих книг и у которых на самом деле немало почерпнул р. Барух-Шалом, он ответил: «О группе читайте в статьях р. Барух-Шалома и в других книгах нашего времени [то есть самого Лайтмана], а не в книгах прошлого века; это уже не наша действительность, это и души, и условия тех времён. Ничего нельзя делать искусственно. Если человек загоняет себя в придуманные, искусственные рамки — это только уводит с пу-ти». Заботясь о том, как будут истолкованы его слова, Лайтман написал: «Важно подчеркнуть, что здесь речь идёт не о каком-нибудь новом учении или подходе, Боже упаси, но о том, о чём говорили каббалисты во все времена». Здесь мы снова возвращаемся к отношению между обнародованием и сокрытием.
Отсюда один шаг до следующих высказываний: «Лучше прислушиваться к пророкам и каббалистам вплоть до нашего поколения и исполнять их рекомендации, иначе мы определённо навлечём на себя мировую катастрофу». Или другими словами: «Если бы мы знали, какие ужасные ситуации нам предстоят — массовое истребление, эпидемии, экологические напасти и природные катастрофы, — то, конечно, мы бы задумались, как следовать советам каббалистов, заблаговременно предотвращающих все это».
«Каббалист» изображается как человек, который точно знает истину и отчаянно пытается передать её другим. В одной из своих книг, описывая «каббалиста», Лайтман приоткрывает личное измерение этой темы:

К каббале приходят самые жестокие. Их правильно было бы определить как лишенных сочувствия к ближнему… Когда у человека, который стал изучать каббалу, очень сильно развито эго, то его бесчувственность по отношению к ближнему доходит до таких степеней, что он не чувствует ближнего и не может его использовать. Те, кто способны к изучению каббалы, как бы оставляют этот мир и чувствуют себя не связанными с ним. Они не могут соединиться с другими человеческими сообществами и чувствуют себя одинокими в полном смысле этого слова б7.

Как бы ни истолковывать это высказывание, ясно, что в данном случае невозможно игнорировать брутальный способ подачи «группы» в его книгах, которые обнаруживают признаки крайнего сектантства. «Одиночество» каббалиста получает выражение в «изолированной» группе. Это особенно ярко проявляется в описании того, как нужно «ломать» эгоизм, чтобы посвятить себя группе и учителю, которые знают «решение», и в описании «самоумаления» перед группой, так как только с помощью группы можно найти «исправление» и «связь с Творцом». Мы можем только догадываться, что на самом деле представляет собой «узкая группа», так как вокруг неё намеренно сгущён туман. Лайтман акцентирует значение группы, которая представляет модель настоящей жизни для всех остальных, но, парадоксальным образом, эта модель остаётся тёмной, и никто из тех, кто не принадлежит к группе, не знает, что там происходит. В любом случае, это не «мистическая группа» — этот термин Лайтман применительно к каббале отрицает. Это изображение группы как своего рода теплицы для выращивания каббалистов, которая оторвана от остального мира, повторяется во многих книгах Лайтмана, и представляется, что оно верно отражает происходящее в Бней-Барух. В этом контексте крайне интересен роман, вышедший из-под пера одного из членов «Бней-Барух», в котором описывается жизнь «каббалистической группы».
Не зря книга Лайтмана «Ручательство» открывается словами редактора в защиту идеи «группы», которая якобы далека от «сектантства». Сам Лайтман, говоря об этом, очень осторожен, ибо опасается возможного сопротивления; он заботится о том, чтобы распространение было во всех смыслах постепенным, без давления на окружающих. Но то, что он учит скрывать, он сам же и раскрывает — и прямо здесь, и в других книгах.

### «Альтруистический коммунизм», группа и идеал власти каббалистов
Социальный идеал Лайтмана основан на текстах Ашлага о «последнем поколении» и на его идее распространения каббалы. Это распространение нацелено не на то, чтобы все превратились в каббалистов, а на то, чтобы все узнали о каббале и чтобы каббалисты стали управлять миром. «Провозвестие» Лайтмана состоит в том, что индивид, как часть группы, получает силу, ведущую ко «всемирному исправлению». Этот идеал будет осуществлён группой каббалистов, «которая установит законы поведения в последнем поколении». Эта программа в последние годы описывается в целом ряде текстов лайтмановской школы.
Неким чудесным образом во всех книгах Лайтмана совершенно отсутствуют описания или объяснения «последнего этапа», будь то «последний этап» индивида, достигшего «искры в сердце» и «шестого чувства», или реализация социального идеала. Так, например, мы встречаем следующий, не отмеченный излишней скромностью, пассаж о человеке, достигшем «последнего этапа»: «Человек, который пришёл к духовности, приходит к сути бытия. Он обнаруживает, откуда к нему приходят случайности и почему именно так, а не иначе, происходят события в мире. Он все понимает и ко всему правильно относится. Такой человек становится всезнающим»69. В качестве социального идеала Лайтман предлагает мир, покой, счастье и т. п. в таком масштабе, какой наши предки и представить себе не могли. Вот что он сказал в одном газетном интервью:

После того как мир затопили отчаяние, путаница и дезориентация, люди приходят к каббале как к последнему убежищу. Я хочу превратить жизнь в непрерывный оргазм. Чтобы наслаждение не прекращалось и не подавлялось оттого, что его утолили. Вечная жизнь, совершенная жизнь, жизнь без ограничений — вот чувство, к которому нужно прийти и которое дает вкус жизни. Только каббала может это сделать.

Что же именно происходит на стадии «конца исправления», так и остаётся неясным. В другом месте Лайтман заявляет, что об этом нельзя говорить, потому что это «тайна Торы». В то время как конечная цель остаётся туманной, основное внимание сосредотачивается на пути к ней и на душевной и психологической борьбе, которую приходится вести на этом пути, в процессе изменения и совершенствования воли. Так что призыв Лайтмана ко всемирному исправлению оказывается призывом присоединиться к его пониманию каббалы и отказаться от любых самостоятельных действий.
Социально-экономический идеал р. Й.-Л. Ашлага — «коммунистически-альтруистическое общество» — Лайтман превращает в идеал каббалистической власти. Он пространно говорит об этом, перетолковывая слова Ашлага так, что связь между источником и истолкованием прослеживается с большим трудом. Лайтман уверенно рассказывает, будто Ашлаг хотел вместе с Давидом Бен-Гурионом основать «духовное государство», но увидел, «что для этого ещё не пришло время», и потому отшатнулся от политики и занялся написанием комментария к книге Зогар. А сегодня, продолжает Лайтман, времена изменились, и «перемены должны прийти через общественное мнение, независимо от руководителей». О том, насколько мало слова Лайтмана связаны с идеями Ашлага, можно судить по фразе, которую Лайтман написал в одном из своих предисловий к коммунистическим текстам Ашла-га: «Если бы автор Сулама обращался к современным читателям, то он, конечно, писал бы по-другому». Вот поэтому-то теперь он, Лайтман, и говорит обо всем по-другому. Из слов Лайтмана вытекает, что его группа — провозвестница великих перемен, которые должны произойти.
Вот как он видит тоталитарную «власть каббалистов»:

Каббалисты, обладающие пониманием, будут стоять во главе всех комиссий и всех каналов силы в обществе, и они будут определять, кто будет продолжать путь. Не будет возможности обжаловать их решения или отменить их. Понятие «мнение большинства» в простом смысле не будет играть роли в этом обществе. Человек, понимающий важность подчинения каббалистическому руководству и готовый подчиниться ему как высшей силе, — вот какой человек достоин быть принятым в общество последнего поколения. Вступающие в это общество будут желать, чтобы каббалисты руководили ими, подобно тому, как народ послал Моше говорить с Господом за него73.

Словно заметив радикальность своих слов, автор немного смягчает их, но всё-таки использует очень воинственные выражения:

Постороннему глазу общество последнего поколения покажется режимом жестокой диктатуры, однако мы должны помнить, что люди последнего поколения сами захотят, чтобы общество было чем-то вроде пресса, ведущего к более быстрому и эффективному исправлению их эгоизма. Это общество будет чем-то вроде спецназа против эгоизма.

А вот как Лайтман резюмирует свои слова:

Итак, своеобразие и польза общества последнего поколения будут состоять в том, что группа руководителей-каббалистов укажет остальным, как идти по пути к исправлению. Общество будет управляться подобно структуре общей души — души Адама, — состоящей из высшей части, которая проверяет и решает, и остальных частей, которые исполняют её решения. Роль массы будет состоять в том, чтобы максимально тщательно исполнять правила, установленные понимающими. Они будут словно прах под ногами праведников и будут послушны им. Таким образом каждый человек вернется к корню своей души, а все человечество, как единый организм, между частями которого нет зазоров, — соединится с Творцом.

Как бы ни истолковывать эти слова, очевидно, что для Лайтмана этот идеал начинается здесь и сейчас, в основанной им группе Бней-Барух. Где-то он сказал, что эти всемирные перемены произойдут «в ближайшие десятилетия».

## Критика подходов Лайтмана

### Религиозные возражения
Представители ортодоксального иудаизма возражают против лайтмановского подхода к каббале по следующим соображениям:
- Отрыв от иудаизма, поскольку Лайтман и его последователи полагают, что мировоззрение каббалы сочетается с любой религией[56]. Писатель и редактор иудейской литературы Менахем Яглом считает, что «каббала Лайтмана — сектантское учение, объявляющее себя единственной истинной школой, исправляющей ошибки или сознательные подтасовки, допущенные создателями оригинального каббалистического учения. Каббала лайтмановского типа от традиционной каббалы так же далека, как и каббала христианских мыслителей»[57].
- По мнению части религиозных кругов, изучение каббалы позволительно лишь для еврея, познавшего все четыре уровня Торы, называемые Пардес[источник не указан 472 дня].
- По мнению ортодоксальных кругов, традиционная каббала ни в коем случае не претендует на «научное познание» иных миров. Бааль Сулам и рав Кук начали использовать слово «мада» — «наука» в отношении к каббале и это вызвало сильное негативное отношение в ортодоксальных кругах. При этом и Бааль Сулам и рав Кук остаются авторитетными для этих кругов. Бааль Сулам чаще использует слово «хохма», которое можно перевести и как «мудрость», и как «наука», и как «учение», и лишь изредка пользуется словом «мада» (например, в статье «Мир»[58]), которое имеет одно значение — «наука».

### Другие возражения
- Международная академия каббалы, созданная Лайтманом, не имеет лицензий на образовательную деятельность на территории России, она также не зарегистрирована как религиозная или благотворительная организация. При этом на территории России она декларирует, что проводит обучение и фактически проводит сбор «маасер» (десятины) и пожертвований[59].
- Книга Лайтмана «Тайное еврейское учение. Часть Х. Плоды мудрости», признана экстремистским материалом решением Кировского районного суда Екатеринбурга от 01.10.2015 года[60]. 23 декабря 2016 года Свердловский областной суд подтвердил решение[61]. 20 апреля 2017 года Министерство юстиции Российской Федерации внесло книгу в Федеральный список экстремистских материалов (п. 4084).
- По мнению критиков, система обучения в школе Лайтмана не является строго научной. Чертежи и графики духовных миров не содержат под собой чётко-научного нейтрального обоснования. Это отчасти подтверждается и самим Михаэлем Лайтманом, который утверждает, что в отличие от классического научного подхода, при котором учёный, изучающий, скажем, треугольник, не обязан сам уподобиться треугольнику, чтобы его изучить, в каббале, чтобы изучить определённый объект, необходимо прежде всего духовно уподобиться ему.
- Против отношения к каббале, как к науке высказался академик Российской академии естественных наук, доктор физико-математических наук, профессор МГУ им. М. В. Ломоносова Вадим Сперанский:

Каббалу никак нельзя назвать наукой, как бы этого ни хотелось её апологетам. Согласно принципу фальсификации, разработанному историком науки и философом Карлом Поппером, любую науку можно подвергнуть критической проверке экспериментальным путём. Если такого эксперимента нельзя поставить ни сейчас, ни в обозримом будущем, значит, мы имеем дело не с наукой… Каббала… может быть отнесена к серьёзным феноменам общечеловеческой культуры, достойным изучения, но никак не к научным дисциплинам. Используемые в каббале обозначения — это не научные термины, которые всегда имеют абсолютно чёткий, рациональный смысл. Это заклинания, несущие некую мистическую информацию.— «Каббала в Академии Наук»